# Bathypogon rubidapex
Bathypogon rubidapex là một loài ruồi trong họ Asilidae. Bathypogon rubidapex được Hull miêu tả năm 1956. Loài này phân bố ở miền Australasia.